# Santa & Pete
Santa & Pete (Santa and Pete) ist ein US-amerikanisches Filmdrama aus dem Jahr 1999. Regie führte Duwayne Dunham, das Drehbuch schrieb Greg Taylor anhand eines Romans von Pamela Johnson und Christopher Moore.

## Handlung
Nicholas ist seit einem Jahr Witwer. Zu Weihnachten erzählt er seinem Enkel Terrence die Ereignisse der Familiengeschichte, die vor einigen Generationen geschahen.
Pete erfährt über den aus den Niederlanden stammenden Nikolaus, dass er aus religiösen Gründen in Spanien inhaftiert wurde. Der Koch Pete hilft dem Mann zu entkommen. Er begleitet ihn auf einer Wanderung, dann reist er gemeinsam mit Nikolaus nach Amerika. Pete und Nikolaus geben den Menschen Ratschläge. Eine Afroamerikanerin fürchtet, dass ihre zu lange andauernde Schwangerschaft mit einer Fehlgeburt resultieren könnte. Nikolaus sagt der Frau, sie würde einen Sohn gebären und schenkt ihr ein Spielzeug mit dem eingravierten Namen, den die Frau und ihr Mann sich für den Fall der Geburt eines Jungen ausgedacht haben.
Eine afroafrikanische Familie, ein Schmied mit Frau und einer jungen, hübschen Tochter im heiratsfähigen Alter, hat die Tochter niederländischer Siedler, Marlene, aufgenommen, die verschwunden sind, weil die Indianer sie entführt haben. Zur Vergeltung beabsichtigt der Gouverneur, einen Krieg gegen die Indianer zu führen.
Nikolaus besucht mit Pete und dem kleinen Mädchen den Gouverneur von Nieuw Amsterdam, um ihn vom Angriff auf die Indianer abzuhalten. Der Gouverneur will sich aber nicht davon abbringen lassen und meint, dass Nikolaus von den Wilden, als die er die Indianer bezeichnet, getötet werden würde, wenn er sich mit ihnen treffen will. Der Gouverneur konfisziert die beiden Kutschpferde von Nikolaus, um sie im Krieg einsetzen zu können. Stattdessen erhält er ein Rentier. Drei weitere laufen ihm Laufe der Zeit zu.
Nikolaus und Pete fahren mit der Kutsche, vor die jetzt die vier Rentiere gespannt sind, zu den Indianern, um die beiden entführten niederländischen Siedler freizubekommen, deren Tochter allein zurückgeblieben ist. Der Häuptling hat den weißbärtigen Nikolaus gemäß einer Prophezeiung schon erwartet, weil er einigen hundert Jahren schon einmal bei ihnen gewesen sein soll und später wiederkehren sollte, und nimmt ihn freundlich bei sich auf. Als Gegenleistung für die Freilassung der Siedler soll der Gouverneur New Amsterdams darauf verzichten, die Indianer anzugreifen. Nikolaus übergibt dem Indianerhäuptling einen Sack mit Geschenken. Der Indianerhäuptling schenkt Nikolaus dafür einen roten Umhang mit weißem Fellbesatz und Pete einen Trapperanzug aus Leder. Nikolaus wird immer öfter als Santa Claus angesprochen.
Von einem niederländischen Dienstmädchen des Gouverneurs, Elizabeth Van Olden, dass Nikolaus und Pete beim Verteilen der Geschenke überrascht, erhält Nikolaus eine rote Mütze, die ursprünglich für ihren Verlobten bestimmt war, der in den Niederlanden zurückgeblieben ist. Im Gegenzug übergibt Nikolaus ihr den Ring ihres Verlobten, dem er dies versprochen hatte, und richtet ihr aus, dass er bald in Amerika eintreffen wird. Da in New Amsterdam die Kinder des Gouverneurs keine Holzschuhe tragen, wie in den Niederlanden üblich, schlägt Pete vor, dass Nikolaus die Geschenke in die Strümpfe der Kinder gesteckt werden sollen, die am Kamin aufgehängt werden, und begründet so eine neue Tradition in Amerika.
Zu Weihnachten kehren die niederländischen Siedler in Begleitung des Indianerhäuptlings und einiger seiner Krieger wieder nach Hause zurück, so dass der größte Wunsch Marlenes erfüllt wird. Pete verliebt sich in eine afroamerikanische Siedlerin, die Lehrerin werden möchte, und verspricht ihr, in einem Jahr wieder zu kommen, weil er Nikolaus wieder zurück in die Niederlande begleiten möchte. Nikolaus und Pete kehren jedes Jahr am 5. Dezember an Bord eines Schiffes in die Niederlande zurück. Nikolaus und Pete fliegen mit dem von dem afroamerikanischen Schmied zu einem Schlitten umgebauten Kutsche, vor die acht Rentiere gespannt sind, die Nikolaus nach und nach zugelaufen sind, in den Himmel.
Danach beendet der Großvater seine Geschichte und alle gehen zu Bett, damit Nikolaus und Pete die Geschenke verteilen können. Nachts wacht der Enkel plötzlich auf und sieht im Wohnzimmer den bunt geschmückten Tannenbaum und die darunter liegenden Geschenkpakete, die er schüttelt, um herauszufinden, was sich in ihnen verbirgt. Plötzlich bemerkt das auf dem Sessel des Großvaters liegende Buch des Lebens des Nikolaus, in dem alles Geschehene verzeichnet ist. Er schaut hinein. Auch sein Name ist eingetragen, davor stehen seine Vorfahren, sein Großvater Nicholaus und andere Namen. Er schaut auf der Seite weiter zurück, bis er am Anfang Pete als ersten seiner Vorfahren findet. So erfährt er, dass Pete mit der Afroamerikanerin eine Familie gründete, der Nicholas und er entstammen.
Als sein Großvater das Wohnzimmer betritt ist das Buch des Lebens bereits verschwunden und er hat vergessen, was er dort gelesen hat. Dass dies geschieht, hatte der Nikolaus Pete einmal erzählt. Sein Großvater erklärt dem Enkel am Ende des Films, dass dieser dazu bestimmt ist, die Geschichte der Familie weiterzugeben. Laut einem afrikanischen Sprichwort soll ein Vorfahr nicht sterben, solange sein Name genannt wird.

## Rezeption
Das Lexikon des internationalen Films bezeichnete den Film als „eine schlichte, als Rückblende erzählte Weihnachtsgeschichte, die sentimental unterhält“.
Die Zeitschrift TV Direkt 25/2007 schrieb, der Film erzähle eine „schlichte und sentimentale Geschichte“.
Emily Mae Young wurde im Jahr 2000 für den YoungStar Award nominiert.

## Hintergrund
Die Geschichte bezieht sich auf die niederländische Tradition des Sinterklaas und Zwarte Piet.
Der Film wurde in Los Angeles gedreht.
Der Film ist in den USA auf VHS und DVD erschienen.